# With a will
『with a will』（ウィズ・ア・ウィル）は、椎名へきるの4枚目のオリジナルアルバム。

## 解説
- 前作『No Make Girl』から1年2か月ぶりとなった、通算4枚目のアルバム。前作から引き継いだロックテイストの楽曲をはじめ、新たにダンス色を前面に出した楽曲を取り入れた意欲作。

- 3rdシングル「目を覚ませ、男なら」のリミックス盤および、4thシングル「空をあきらめない」及び同日発売となった6thシングル「色褪せない瞬間」を収録（5thシングル「だめよ! だめよ! だめよ!!」は未収録だがカップリングの「やさしいひとになりましょう」は収録されている）。

- 今作から参加となったのはシンガーソングライターのMIYUKIをはじめ、元プリンセス プリンセスのギタリストだった中山加奈子、作曲家の深田太郎（作詞家・阿久悠の長男）、作詞家の森浩美、大森祥子など、また歌手で現在はフラメンコダンサーとしても活躍する石岡美紀も作詞で参加。また前作に引き続き安部純、楠瀬誠志郎、後藤次利、岡崎誉史、また2ndアルバム『Respiration』以来の参加となる岩崎琢、大堀薫などが参加。

- 今作では椎名自身の作詞楽曲は1曲もないが、同日発売のシングル「色褪せない瞬間」のカップリングでアルバム未収録の「あなたがくれたもの」が椎名の作詞である。

## 収録曲
| #         | タイトル                                | 作詞                               | 作曲                          | 編曲            | 時間  |
| --------- | --------------------------------------- | ---------------------------------- | ----------------------------- | --------------- | ----- |
| 1.        | 「ねえ」                                | MIYUKI                             | MIYUKI                        | 岩崎琢          | 4:44  |
| 2.        | 「色褪せない瞬間」                      | 中山加奈子（ex.PRINCESS PRINCESS） | 深田太郎                      | 岩崎琢          | 4:27  |
| 3.        | 「そろそろやってみますか」              | 夏野芹子                           | 安部純                        | 田原音彦        | 4:29  |
| 4.        | 「やさしいひとになりましょう」          | 森浩美                             | Joey Carbone・Dennis Belfield | 岩崎琢          | 4:08  |
| 5.        | 「泣いちゃいなよ、いま」                | 夏野芹子                           | 楠瀬誠志郎                    | 見良津健雄      | 4:58  |
| 6.        | 「目を覚ませ、男なら（Remix Version）」 | 中山加奈子（ex.PRINCESS PRINCESS） | 後藤次利                      | 後藤次利        | 4:45  |
| 7.        | 「気づいて!」                           | 大森祥子                           | 大堀薫                        | MANDARIN YELLOW | 3:52  |
| 8.        | 「スーパーガールズFunky No.1」          | 岡崎誉史                           | 岡崎誉史                      | 見良津健雄      | 5:16  |
| 9.        | 「今すぐギュッと」                      | 大森祥子                           | 藤井豊                        | MANDARIN YELLOW | 4:48  |
| 10.       | 「私の未来」                            | 石岡美紀                           | 前野知常                      | 田原音彦        | 5:19  |
| 11.       | 「空をあきらめない」                    | 森浩美                             | 山崎利明                      | 磯谷健          | 4:40  |
| 合計時間: | 合計時間:                               | 合計時間:                          | 合計時間:                     | 合計時間:       | 51:26 |